# ASD Mobilieri Ponsacco Calcio
ASD Mobilieri Ponsacco Calcio is een Italiaanse voetbalclub uit Ponsacco die in de Serie D/E speelt. De club werd opgericht in 1920.

## Bekende (ex-)spelers
- Daniele Balli